# Joan Cardona Méndez
Joan Cardona Méndez, né le 27 mai 1998 à Port Mahon, est un skipper espagnol. Il a remporté la médaille de bronze olympique en Finn en 2020. 

## Palmarès
- Jeux olympiques de 2020 : 
  -  Médaille de bronze en Finn